# Richland Park
Richland Park ist ein Ort auf der Insel St. Vincent, die dem Staat St. Vincent und die Grenadinen angehört. Der Ort liegt in den Bergen im Osten der Insel und gehört zum Parish Charlotte. 
In Richland Park gibt es folgende Kirchengemeinden:
- Church of Christ
- Pentecostal Church

## Persönlichkeiten
- Shafiqua Maloney (* 1999), Leichtathletin